# Reverence (Parkway Drive)
| Recensione       | Giudizio |
| ---------------- | -------- |
| AllMusic         |          |
| Crytpic Rock     |          |
| Exclaim          |          |
| Kill Your Stereo |          |
| Metal Hammer     |          |
| NME              |          |
| Upset Magazine   |          |

Reverence è il sesto album in studio del gruppo musicale australiano Parkway Drive, pubblicato il 4 maggio 2018 dalla Epitaph Records e dalla Resist Records.

## Descrizione
L'album, come il precedente Ire, è prodotto da George Hadji-Christou e abbraccia sonorità più vicine all'heavy metal (in particolare al power, al thrash e al groove metal) piuttosto che al metalcore che ha caratterizzato la maggior parte delle produzioni dei Parkway Drive, allontanandosi ancor più dal genere di cui per anni sono stati i pionieri. Il cantante Winston McCall ha detto:
Temi portanti del disco sono la fede, la morte e le conseguenze del tempo sulla vita.
È il secondo album di seguito dei Parkway Drive a debuttare direttamente alla prima posizione delle classifiche australiane.

## Tracce
1. Wishing Wells – 5:03
2. Prey – 4:15
3. Absolute Power – 3:43
4. Cemetery Bloom – 3:10
5. The Void – 3:53
6. I Hope You Rot – 4:50
7. Shadow Boxing – 3:50
8. In Blood – 4:20
9. Chronos – 6:20
10. The Colour of Leaving – 3:19

## Formazione
Parkway Drive
- Winston McCall – voce
- Jeff Ling – chitarra solista
- Luke Kilpatrick – chitarra ritmica
- Jia O'Connor – basso
- Ben Gordon – batteria, percussioni

Altri musicisti
- George Hadji-Christou – pianoforte, arrangiamenti archi
- Greg Weeks – violoncello, arrangiamenti archi
- Yolanda Bruno – violino
- Anthony Kalabretta – sintetizzatore, programmazione
- Chady Awad – cori

Produzione
- George Hadji-Christou – produzione, ingegneria del suono
- Ryan Enockson – ingegneria del suono
- Josh Wilbur – missaggio
- Ted Jensen – mastering

## Classifiche
| Classifica (2018)          | Posizione massima |
| -------------------------- | ----------------- |
| Australia                  | 1                 |
| Austria                    | 6                 |
| Belgio (Fiandre)           | 5                 |
| Belgio (Vallonia)          | 37                |
| Finlandia                  | 41                |
| Francia                    | 115               |
| Germania                   | 3                 |
| Nuova Zelanda              | 34                |
| Paesi Bassi                | 81                |
| Regno Unito                | 14                |
| Regno Unito (independent)  | 3                 |
| Regno Unito (rock & metal) | 2                 |
| Stati Uniti                | 68                |
| Stati Uniti (digital)      | 6                 |
| Stati Uniti (hard rock)    | 2                 |
| Stati Uniti (independent)  | 2                 |
| Stati Uniti (rock)         | 4                 |
| Svezia                     | 42                |
| Svizzera                   | 3                 |